# Sabina Preyndorfer

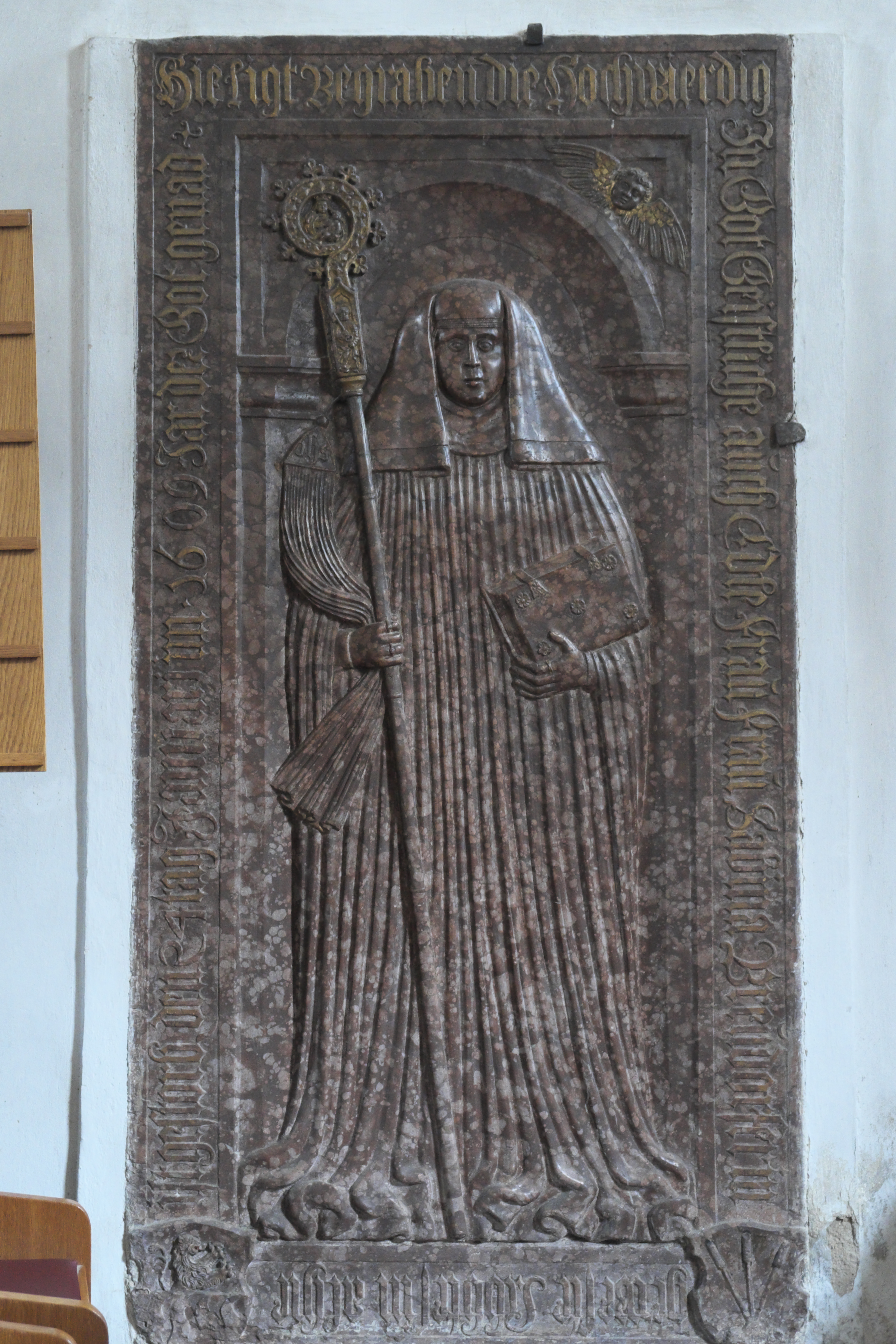
Grabplatte der Sabina Preyndorferin

Sabina Preyndorfer OSB († 22. Januar 1609 auf Frauenwörth) war eine deutsche Benediktinerin. Von 1582 bis 1609 war sie Äbtissin des Klosters Frauenchiemsee, das auch als Frauenwörth bezeichnet wird.

## Leben
Preyndorfer kam 1578 aus dem Kloster Niederschönenfeld nach Chiemsee. Sie wurde 1582 nach der durch den Salzburger Erzbischof Johann Jakob von Kuen-Belasy erzwungenen Resignation von Marina Plinthamer zur Äbtissin gewählt. Unter dem Einfluss des Konzils von Trient wurde von Sabina Preyndorfer eine strengere Einhaltung der Ordensregeln (Observanz) durchgesetzt. Sie vollzog den Wechsel vom mittelalterlichen Damenstift zu einer mehr klösterlich geprägten Gemeinschaft. Ihre Nachfolgerin, Maria Magdalena Haidenbucher, die 1609 zur Äbtissin des Klosters auf Frauenchiemsee gewählt worden war, hatte in diesem Zusammenhang noch eine Reihe von Visitationen zu überstehen.
Preyndorfer veranlasste 1607 die Erstellung einer ersten Ahnengalerie der Äbtissinnen von Frauenwörth mit insgesamt 36 Bildern auf sechs Holztafeln. Sie starb am 22. Januar 1609 auf Frauenwörth und ist auf der Insel begraben.